# Vitis dunniana
Vitis dunniana är en vinväxtart som beskrevs av H. Lév.. Vitis dunniana ingår i släktet vinsläktet, och familjen vinväxter. Inga underarter finns listade i Catalogue of Life.